# Israel Holmström
Israel Holmström, född 1661, död 24 februari 1708 i Smorgonie, Storfurstendömet Litauen (idag Smarhon, Vitryssland), var en svensk ämbetsman och poet. 

## Biografi
Holmström var son till borgmästaren i Stockholm Nils Nilsson. Han skrevs in vid Uppsala universitet 1675. När Spanien förklarade krig mot Frankrike 1683 reste han till Flandern för att strida mot de franska trupperna. Två år sedan hade han återvänt till Stockholm och arbetade som kanslist i Kunglig Majestäts kansli. Från 1690 var han registrator i inrikesexpeditionen, varefter han 1697 utsågs till generalauditör.
Holmström är ihågkommen som diktare och var, liksom Johan Runius, "en av de lyckligaste bärarna av den karolinska tidens muntra sällskapspoesi och röjer i sina kväden ett frimodigt och glatt sinne samt var utomordentligt populär." Bland hans mest omtyckta stycken är visorna Elin älskar jag rätt mycke samt En suputs försvar och även epigrammet över Karl XII:s hund, Pompe. Dessutom var han en av de första odlarna av den satiriska sedeskildringen efter franskt mönster.
Från år 1700 och framåt följde Holmström med Karl XII på dennes fälttåg som stridande soldat. 1708 avled Holmström i ett fältläger i Smorgonie, Litauen.

### Valda skrifter
- Samlade vitterhetsarbeten af svenska författare från Stjernhjelm till Dalin. 6. Upsala: Hanselli. 1863. Libris 600767. https://runeberg.org/svsf/6/0199.html
  -  Vitterhetsarbeten / af Christoffer Leyoncrona och Israel Holmström ; [utg. af Per Hanselli och Christoffer Eichhorn]. Upsala: Hanselli. 1862. Libris 13882101. http://urn.kb.se/resolve?urn=urn:nbn:se:kb:eod-1802423 - Särtryck.
- Samlade dikter. Svenska författare. Ny serie, 1100-729X. Stockholm: Svenska vitterhetssamf. (SVS). 1999-2001. Libris 8235952
  -  1, Kärleksdikter, förnöjsamhetsvisor, sällskapspoesi, dansvisor, burleska dikter, fabler, gåtor, spådomar, epigram. Stockholm: Svenska vitterhetssamf. (SVS). 1999. Libris 3102716. ISBN 91-7230-082-5. http://litteraturbanken.se/#!/forfattare/HolmstromI/titlar/SamladeDikter1/info
  -  2, Kunglig panegyrik, gravdikter, bröllopsdikter, suppliker, politiska dikter. Stockholm: Svenska vitterhetssamf. (SVS). 2001. Libris 8235953. ISBN 91-7230-089-2. http://litteraturbanken.se/#!/forfattare/HolmstromI/titlar/SamladeDikter2/info